# Explorer 15
O Explorer 15, também denominado de EPE-C, foi um satélite artificial estadunidense lançado em 27 de outubro de 1962 por um foguete Delta A a partir da Cabo Canaveral.

## Características
Explorer 15 foi o terceiro membro do modelo de satélites EPE (Energetic Particles Explorer). Foi dedicado a fazer observações dos efeitos do teste nuclear Starfish Prime no espaço e do cinturão de radiação artificial que foi criada por causa dela.
Explorer 15 usou os instrumentos científicos suplentes do Explorer 14, modificados para a sua nova missão. Entre eles incluíam três detectores de partículas para o estudo de elétrons e prótons e um magnetômetro de porta de fluxo de dois eixos para o estudo do campo magnético. O satélite usava um telémetro de 16 canais com multiplexação por divisão de tempo com uma velocidade de amostra de 0,324 s. Oito dos canais eram usados para processar informações de forma digital, e os outros oito para fazê-lo analogicamente. O Explorer 15 era estabilizado por rotação, usando um sensor solar para medir a velocidade de rotação e a fase. Após o lançamento o satélite não conseguiu diminuir a sua velocidade de rotação inicial, o que se manteve entre 72,9 e 73,2 rpm durante todo o tempo da missão. As velocidades de rotação típica de seus antecessores giravam a uns 30 rpm. O eixo de rotação apontava para uma ascensão reta de 80,97 graus e um declínio de 20,9 graus.

## Instrumentos
O Explorer 15 levava os seguintes instrumentos a bordo:
- Detectores de estado sólido para elétrons e prótons.
- Detector de distribuição angular
- Detector de centeleo de prótons-elétrons.
- Magnetômetros de porta de fluxo.
- Detector direcional e onidirecional de prótons e elétrons energéticos.